# جسر إلى تيرابيثيا
جسر إلى تيرابيثيا هو فيلم أمريكي من إخراج غابور كسوبو، صدر 16فبراير 2007. السيناريو مقتبس من رواية كاترينا باتيرسون بعنوان جسر إلى تيرابيثيا .

## القصة
جيس أرون هو فتى يبلغ من العمر 12سنة يطمح أن يكون رساما. يعيش مع عائلته المكونة من والديه جاك و ماري و أخواته الأربعة مايبيل بريندا إلي و جويس في لارك كريك. جيس كان يعاني من التنمر التي كان يتعرضه له من طرف زملائه سكوت هوغر و غاري فليشر. في يوم ما تلميذة جديدة تلتحق بصفه و تدعى ليزلي بيرك. في الاستراحة يشارك جيس في سباق العدو الذي كان يتدرب له طوال الصيف ليزلي تشارك أيضا و تتمكن من الحصول على المرتبة الأولى وسط انزعاج بطل القصة. بعد عودتهما من المدرسة في نفس الحافلة يكتشف جيس أن ليزلي تسكن بجواره و الإثنان يصبحان صديقان.
يقوم الاثنان بالتوجه للغابة المجاورة و يجدان نهرا مائي يفصل الغابة و حبلا يوصل للطرف الاخر يقوم بطلا القصة بالعبور للطرف الاخر و يجدان منزلا خشبيا مبنيا على شجرة تقوم ليزلي بتسمية المكان ثيرابيتيا. و مع مرور الأيام يقوم كلا من ليزلي و جيس من زيارة ثيرابيتيا في وقت فراغهما و التعرف أكثر على بعضهما البعض و يصبحان أفضل الأصدقاء تقوم ليزلي بإهداء جيس طقم فني مكون من طلاء للرسم في عيد ميلاده. جيس يصبح غاضبا من والده بسبب تصرفاته القاسية تجاهه و يقوم بطل القصة برفض فكرة ثيرابيتيا بسبب تأثير والده عليه. يقوم جيس بالاعتذار من ليزلي عن طريق إهدائها جروا تسميه الأمير تيرين (P.T) كإختصار.
في ثيرابيتيا يقوم الشخصيتان الرئيسيتان بمواجهة وحوش خيالية كعملاقة و سناجب سحرية و طيور خيالية. في المدرسة تصبح ليزلي منزعجة من تنمر جانيس عليها و يقوم جيس و ليزلي بقيام مقلب عليها و إحراجها أمام الجميع. بعد ذلك تقوم ليزلي بتعريف جيس لوالديها بيل و جودي و يقوم الأربعة بطلاء غرفة المعيشة باللون الذهبي. يكتشف الصديقان بعدها ان جانيس تعاني من عنف منزلي الذي يمارسه والدها عليها و تقوم ليزلي بجعلها صديقتها و يقوم جيس بنفس الأمر. بعد ذلك يذهب الصديقان المقربين لمحاربة وحوش سيد الظلام و بعد نهاية القتال و بداية هطول أمطار شديدة يتوجه الثنائي لمنزلهما تقوم ليزلي بتلويح على جيس كإشارة وداع و يقف جيس يحدق في ليزلي بنظرات حب لها إكتشفه للتو.
في الغد. تقوم معلمة جيس للموسيقى بدعوته لمتحف واشنطن للفنون لزيارته و جيس يقبل.
بعد عودته من المتحف يتم إعلامه من طرف والده جاك ان صديقته المقربة التي يعشقها ليزلي قد فارقت الحياة بطريقة مأساوية. لقد توفيت بعد أن تمزق الحبل التي يوصلها لثيرابيثيا و اصطدم رأسها بصخرة في النهر فقدت الوعي ثم غرقت. جيس في البداية يرفض تصديق فقدانه لأعز شخص يملك و يركض نحو منزلها لكنه يتفاجأ بوجود سيارات للشرطة و الإسعاف. في الغد تقوم عائلة ارون بزيارة عائلة بيرك لتقديم التعازي لهم و يقوم بيل بعناق جيس و إعترافه أن إبنته الوحيدة كانت تحب جيس و يشكره لانه كان أعز صديق لها بسبب انها لم تكن تملك اي صديق في مدرستها السابقة. جيس يحس بالذنب و الندم بسبب وفاة ليزلي و يقوم بإخراج غضبه على أخته الصغيرة مايبيل و هوغر.
يؤمن جيس ان سيد الظلام يقوم بملاحقته في ثيرابيتيا و لكنه كان مجرد وهم و انه كان والده. يقوم جيس بالانهيار و يبدأ في البكاء في حظن والده و يقول انه هو سبب موتها بسبب عدم دعوتها للمتحف. يحاول جاك التخفيف عن ابنه بقوله انه هو ليس سبب مفارقتها الحياة و انه يجب أن يحافظ على ذكراها
لاحقا يقوم جيس بالاعتذار لشقيقته الصغرى التي ترفض اعتذاره مبدئيا. يقوم أرون ببناء جسر مبني من الخشب لتعويض الحبل و يقوم بدعوة مايبيل لزيارة ثيرابيتيا و يجعلها أميرة و يقومان بحكم ثيرابيتيا معا.

## ورقة البيانات
- المخرج: جابور كسوبو
- العنوان الأصلي: Bridge to Terabithia
- العنوان الفرنسي: Le Secret de Terabithia
- عنوان كيبيك: Le Pont de Terabithia
- المنتجين: لورين ليفين، هال ليبرمان، ديفيد باترسون
- التصدير والتوزيع الدولي: بوينا فيستا صور،  الولايات المتحدة؛ والت ديزني، الولايات المتحدة؛ سوسيتيه نوفيل دي التوزيع (SND)،  فرنسا
- الإنتاج: والت ديزني،  الولايات المتحدة؛ والدن ميديا،  الولايات المتحدة
- الكتاب: جيف ستوكويل، ديفيد باترسون
- وفقا لأعمال كاثرين باترسون
- المصور السينمائي مايكل تشابمان
- المحرر: جون جيلبرت
- أول مساعد مدير: تود أماتو
- صدر 28 مارس 2007
- إنتاج عام: 2007
- الشكل: اللون
- شكل الصوت: DTS
- مقياس العرض: 1.85: 1
- تنسيق الإنتاج: 35 مم
- الميزانية: 20 مليون دولار
- الأرباح: 137.6 مليون دولار

## التوزيع
- آناصوفيا روب (VF: جيسيكا مونسو - VQ: رومي كراوشار إيبير): ليزلي بيرك
- جوش هوتشرسن (VF: الكسندر نجوين - VQ غابرييل فافريو): جيس آرونز
- روبرت باتريك (VF: خوسيه Luccioni - VQ: لويس دي سيسبيديس): جيسي آرونز الأب
- لورين كلينتون (VF: تشارلين PESTEL - VQ: سارة جين Labrosse): جانيس أفيري
- زوي ديشانيل (VQ: كاثرين بروكس-يماي): ملكة جمال ادموندز
- ايرين انيس (VQ: أليس دورفال-Coallier): ايلي آرونز
- إليوت وليس (VQ صموئيل هيبير): غاري فوشيه
- لاثام جاينز (VQ: فريدريك باكيه): بيل بيرك
- اترينا سيريو: ماري آرونز
- كاميرون ويكفيلد (VQ: الاسد كارون): سكوت Hoager
- ديفون الخشب (VQ: شارلوت Mondoux): بريندا آرونز
- جودي ماكينتوش (VQ: هيلين Mondoux): جودي بيرك
- جيمس Gaylyn (VQ: دانيال روي): مدير تيرنر
- جين ولف (VQ: إليز برتراند): السيدة مايرز
- روز إيزابيل كيرشنر: كارلا
- كارلي أوين: ماديسون
- تايلر Atfield: فتى الصف 8
- صوفي ناثان صديق مايبيل
- الصيف بورسيل: إيمي جانيس

## حول الفيلم
- خلال مشهد حيث يلعب جيس (جوش هوتشرسن) ووالده (روبرت باتريك) جنبا إلى جنب مع السيارات الكهربائية، الأغنية التي يتم تشغيلها على التلفزيون في نفس الغرفة تبقي عقلك مفتوحا على مصراعيه لعبته آناصوفيا روب، الذي يلعب ليزلي بيرك في الفيلم. هذه الأغنية هي جزء من الموسيقى التصويرية.
- الممثلة لعب دور ليزلي بورك آناصوفيا روب، الشاب فتاة mâcheuse العلكة الفيلم تيم بيرتون تشارلي ومصنع الشوكولاتة. شخصيته مشبعا مع الطفل نفسه الذي كان مضغ العلكة في كل وقت، وهو يحدث هنا، على النقيض من دور فتاة الخيال ومليئة القلب والحساسية من شأنها أن تغير حياة صبي صغير. الممثلة الذي يلعب أم ليزلي هو الذي يلعب السيدة بيفينسي في سجلات نارنيا: الأسد، الساحرة وخزانة الملابس السحرية.

## وصلات خارجية
- جسر إلى تيرابيثيا على موقع IMDb (الإنجليزية)
- جسر إلى تيرابيثيا على موقع ميتاكريتيك (الإنجليزية)
- جسر إلى تيرابيثيا على موقع روتن توميتوز (الإنجليزية)
- جسر إلى تيرابيثيا على موقع نتفليكس (الإنجليزية)
- جسر إلى تيرابيثيا على موقع قاعدة بيانات الأفلام العربية
- جسر إلى تيرابيثيا على موقع ألو سيني (الفرنسية)
- جسر إلى تيرابيثيا على موقع Turner Classic Movies (الإنجليزية)
- جسر إلى تيرابيثيا على موقع أول موفي (الإنجليزية)
- جسر إلى تيرابيثيا على موقع بوكس أوفيس موجو (الإنجليزية)
- جسر إلى تيرابيثيا على موقع فيلمافينيتي (الإسبانية)